# 七堡车辆段

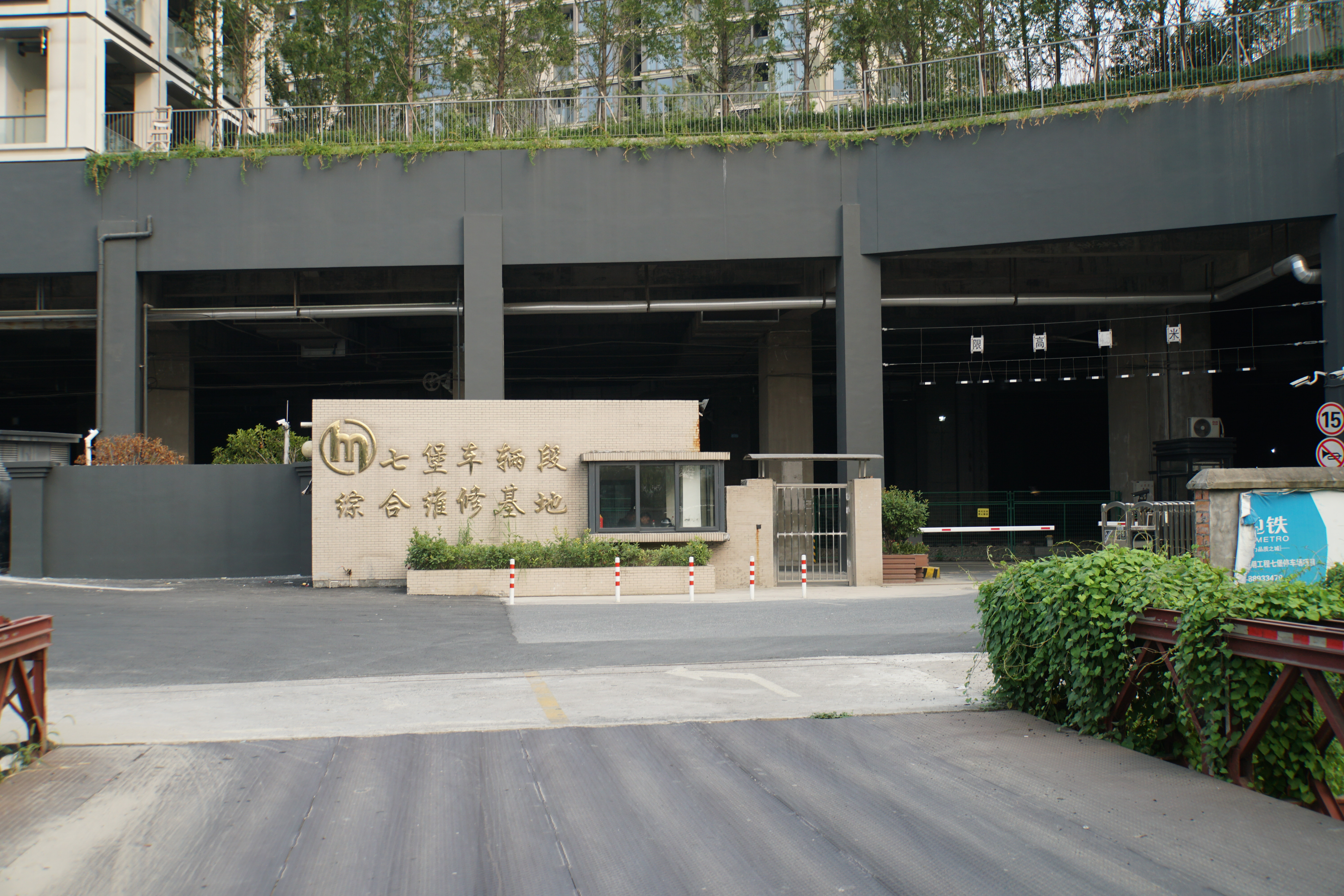
七堡车辆段大门口

七堡车辆段是杭州地铁1号线和4号线的车辆基地，位于上城区彭埠街道七堡社区。该地建有杭州首个地铁综合体——七堡车辆段综合体，于2009年12月26日开工建设。开发商为杭州市地铁置业有限公司（隶属于杭州地铁集团）。
地面为车辆基地，通过上盖平台转换后，在上部建设住宅等建筑。综合体将是一个交通便利、环境优美、配套齐全的大型高品质生态居住区。

## 简介
综合体毗邻沪杭甬高速公路、德胜城市快速路，临近杭州东站，是国内最大的地铁上盖综合体之一，总占地50公顷，总建筑约103万平米，由地铁1号线和4号线车辆运营库、检修库、综合维修大楼、控制中心等地铁功能建筑，以及住宅、酒店、写字楼等开发建筑组成，其中住宅63万平米，商业、酒店和写字楼20万平米。综合体内将建设1座小学和2座幼儿园。
综合体分三个阶段进行，一期有地铁维修大楼、地铁控制中心、运营中心等地铁配套用房、大平台和景观绿化，将在2011年底前完成；二期开发大平台上的宝石住宅部分与核心区办公、酒店；三期开发七堡站落地区部分住宅、商业和公寓。

## 结构
七堡车辆段与正线在彭埠站和九和路站接轨，在车辆段设置运用库辅助综合楼，信号楼内设信号联锁设备室（包含电源室）、联锁微机室、以及车辆段DCC控制室。车辆段为1、4号线同场共址车辆维修综合基地，1号线车辆段用一套联锁设备控制，4号线车辆段用另外一套联锁设备控制，两套联锁设备间设继电接口；设有一条长约1270m的试车线，试车线附近设有试车线控制室和设备室。1、4号线共用一条试车线，试车线上的道岔、轨道电路和信号机纳入1号线车辆段的联锁控制。1号线设有69组联锁道岔，车辆段设有出/入段线分别与彭埠站和九和路站相连接，在出/入段线的车辆段入段信号机外侧设有“转换区段”。